# Силены

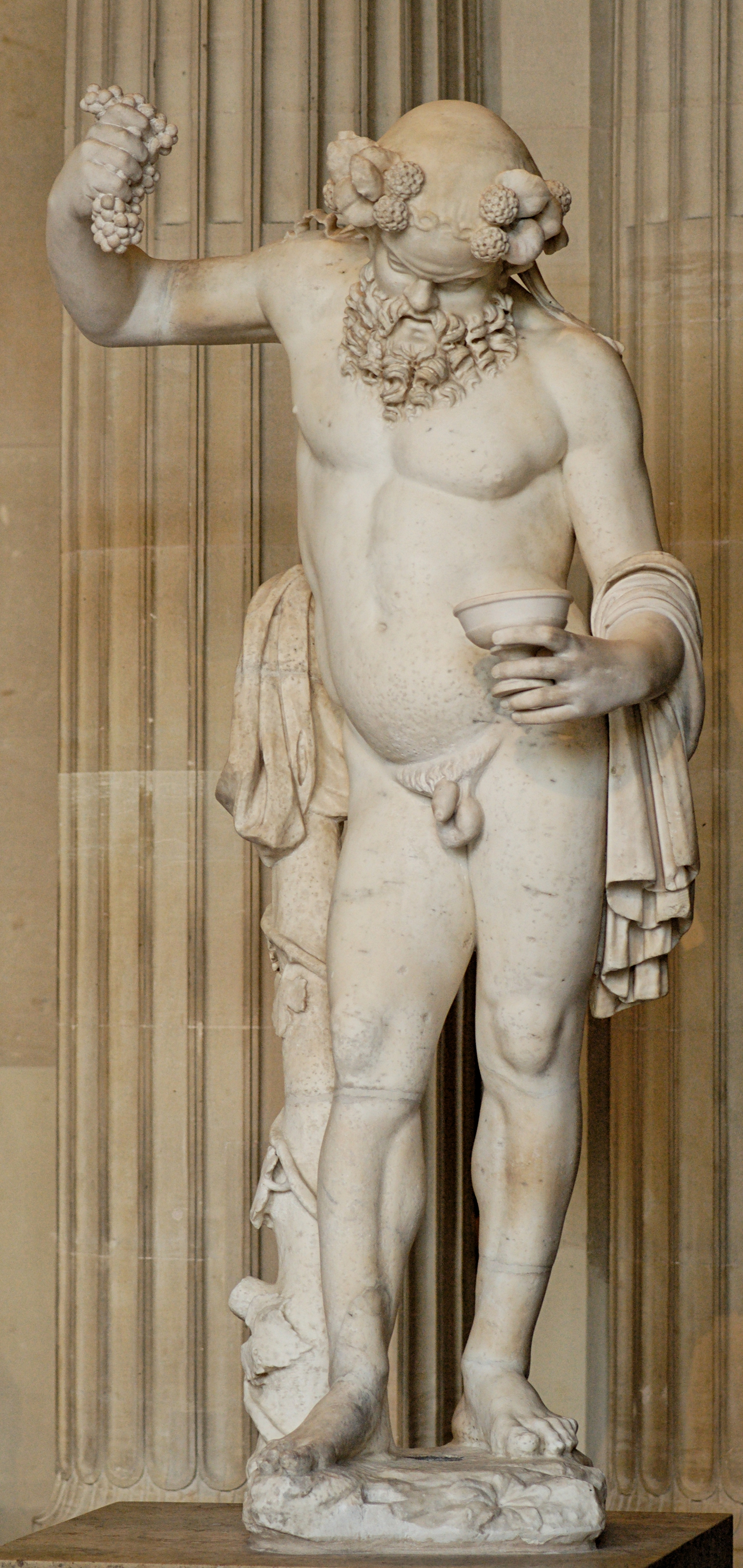
Пьяный Силен. II век н. э.

Силены (др.-греч. Σειληνοί, Σιληνοί, ед. ч. Σειληνός, лат. Sileni) — божества собственно малоазиатской мифологии, отождествлённые греческой драмой с сатирами, от которых они, однако, изначально отличались как по происхождению, так и по демоническим свойствам.
По Павсанию, так называют сатиров, достигших преклонных лет. По происхождению силены связаны с лидийскими и фригийскими сказаниями о Вакхе и были первоначально божествами рек, источников и мест, изобилующих водой и богатой растительностью, в противоположность сатирам — демонам гор и лесов.
Близкое отношение силенов к водной стихии выражается, между прочим, в конских атрибутах их наружности (уши, хвост, ноги, копыта), так как конь — обыкновенный символ в группе водных божеств греческой мифологии. Благодаря своей конской породе силены были родственны также фессалийским кентаврам. Природа силенов представляет собой соединение, с одной стороны, животного, низменного, пьяного веселья и балагурства, с другой — серьёзного вакхического восторга, который проявляется в музыкальном творчестве и пророческом экстазе.
В греческих сказаниях о силенах отразились обе эти стороны демонического характера силенов, хотя вследствие смешения и слияния с сатирами силенам приписали больше смешных и животных черт, чем было в их природе; при этом многие атрибуты силенов — например атрибут осла, обычный в малоазиатских мифологических представлениях символ пророческого дара, — были извращены в сторону комизма.
Подобно греческим сатирам, малоазиатские силены были изобретателями национальной музыки, а именно сиринги и флейты, и обычными нежными спутниками горных нимф. Близкое отношение силенов к малоазиатской музыке доказывается мифом о Марсии, который в сказаниях называется силеном и богом реки, протекавшей через фригийский город Келены. В Греции силен также почитался как покровитель источников и гений плодородия, олицетворявшегося в Дионисе. Что касается музыкальных свойств греческих силенов, то Марсий на аттической сцене изображался как представитель устаревшей флейты, которая уступила представляемой Аполлоном кифаре. В связи с этим стоит рассказ о суде Аполлона над Марсием. Афина изобрела флейту, но бросила её как негодный инструмент. Марсий, однако, подобрал флейту и довёл игру на ней до такого совершенства, что осмелился вызвать Аполлона на состязание. Судьёй был Мидас, который, будучи близким по духу и вкусам силену Марсию, произнёс приговор в его пользу. Тогда Аполлон содрал с Марсия шкуру, а Мидаса за его суд наградил ослиными ушами. Из крови силена или слёз нимф, оплакавших гибель своего любимца, образовалась река, носившая его имя.
В свите Вакха силен фигурирует как пьяный его спутник; как таковой, он изображается с плешивой головой, толстым животом, волосами на теле, выражением опьянения на лице; он едет верхом на осле, поддерживаемый сатирами. Его изображали также смешивающим вино, или лежащим на меху, или сидящим с флейтой или сирингой. Нередко его окружают другие силены, которые поют, или пляшут, или играют на кифаре. Силенам родственны так называемые паппосилены или силенопаппы — обросшие волосами и зверообразные существа.
Храм Силена в Элиде. Могила одного Силена находится в стране евреев, а другого — у жителей Пергама.